# 便意
便意（べんい）とは、排便をしたいという感覚のことである。便意切迫感とも呼ばれる。
便が直腸に入ることで直腸の神経を刺激し、骨盤神経から脊髄を通して大脳に伝えられ、これにより便意が発生する。
便意が起こりやすいのは、朝起きたときと食事後といわれている。食事の後には大腸の運動が活発になるため、便が直腸に達することにより便意が生じる。
便意を我慢していると神経の働きが衰え直腸・結腸反射が消えて、便意を催さなくなることもある（直腸性便秘）。また図書館、書店などに行くと便意を催す人が多いともいわれる（青木まりこ現象）。これは図書館や書店の静謐な環境が大いに左右しており、加えて読書などでリラクゼーション効果を与え、副交感神経を刺激し、括約筋が弛緩するため、もしくは本のインクの匂いが原因と考えられている。
便意の切迫により便所まで我慢できない場合、屋外での排便が行われうる。衛生上小便以上に不潔であるため稀であるが、急な下痢などでやむを得ない場合便失禁を防止するために行われる。野外での大便時には女子の野外での排尿とは異なり、ティッシュペーパーによる後始末が省略されることは極めてまれである。
潰瘍性大腸炎の患者におきる症状として、頻繁に便意をもよおす症状がある。